# Claudia Pulcra (pronipote di Augusto)
Claudia Pulcra (in latino Claudia Pulchra; fl. I secolo) è stata una nobildonna romana, imparentata con la dinastia giulio-claudia.

## Origini familiari
Claudia Pulcra era figlia di Marco Valerio Messalla Appiano, console nel 12 a.C., e Claudia Marcella minore, a sua volta figlia di Gaio Claudio Marcello, console nel 50 a.C. e Ottavia minore, la sorella di Augusto.

## Biografia
Claudia Pulcra sposò Publio Quintilio Varo, dal quale ebbe un figlio, Publio Quintilio Varo il Giovane. Claudia Pulcra restò una donna agiata e fu molto amica della cugina Agrippina maggiore; proprio a causa di questa amicizia, nel 26, Claudia venne accusata di dissolutezze e congiura contro l'imperatore da Gneo Domizio Afro e Tiberio la fece esiliare allo stesso modo di altri intimi di Agrippina, con la quale era in aperto contrasto.